# 実録世界のミステリー
『実録世界のミステリー』（じつろくせかいのミステリー）は、2012年10月22日から2013年9月9日まで、テレビ東京系列で、毎週月曜日の21:00 - 21:54（JST）に放送されていたドキュメンタリー・バラエティ番組である。英題および副題は「World mystery」。
当項目では、2012年1月16日に放送されたパイロット版の特別番組『完全犯罪ミステリー 〜科学捜査で暴け〜』（かんぜんはんざいミステリー〜かがくそうさであばけ〜）、同年4月16日から9月24日までレギュラー放送してきた『完全犯罪ミステリー』（かんぜんはんざいミステリー、英題および副題は「Perfect crime mystery」）、2013年11月29日から不定期特番で放送されている『世界の衝撃ストーリー』に関しても併せて説明・記述する。
テレビ朝日系列で放送されている単発特番『実録!世界の愛憎ミステリー』『実録!これが世界のミステリー』とは無関係。

## 概要

### 完全犯罪ミステリー
実際の事件を題材とした再現ドラマから実際の犯人を推理する。2012年1月16日に『月曜プレミア!』内で放送された『完全犯罪ミステリー 〜科学捜査で暴け〜』が好評だったことからレギュラー化された。
2012年7月9日から、開始時間を6分繰り下げ、21:00からに変更されフライングスタートも無くなった。
9月24日の2時間スペシャルを以って『完全犯罪ミステリー』としての放送は終了、新聞やEPG番組表には最終回を示す「終」は付かなかった。

### 実録世界のミステリー
上述の2012年9月24日の『完全犯罪ミステリー』2時間スペシャルのエンディングで、同年10月22日より『実録世界のミステリー』に改題・リニューアルすることがアナウンスされた。改題と同時に、これまで扱ってきた凶悪犯による殺人や猟奇犯罪に加え、詐欺や誘拐、ハイジャック、脱獄、大自然で起きた事件などにも取り上げるテーマを拡充した。
ただ、新聞やEPG番組表には新番組を示す「新」は付いておらず、タイトルロゴの表記を変更しただけで、公式サイトもそのまま流用している。
2013年10月改編において、同年9月9日放送分で本番組は終了。後番組には金曜20時台に放送されていた『世界ナゼそこに?日本人 〜知られざる波瀾万丈伝〜』が当枠に移動した。

### 世界の衝撃ストーリー
番組終了から約3ヶ月後から不定期で放送されていた特別番組。ナビゲーターとして椎名桔平も途中まで続投していた。

## ナビゲーター
- 椎名桔平（2013年11月29日 - 2015年3月18日）

## ネット局

### パイロット版
| 対象対象地域   | 放送局         | 系列           | 放送日時                    | 遅れ       |
| -------------- | -------------- | -------------- | --------------------------- | ---------- |
| 関東広域圏     | テレビ東京     | テレビ東京系列 | 2012年1月16日 20:00 - 21:54 | 制作局     |
| 北海道         | テレビ北海道   | テレビ東京系列 | 2012年1月16日 20:00 - 21:54 | 同時ネット |
| 愛知県         | テレビ愛知     | テレビ東京系列 | 2012年1月16日 20:00 - 21:54 | 同時ネット |
| 大阪府         | テレビ大阪     | テレビ東京系列 | 2012年1月16日 20:00 - 21:54 | 同時ネット |
| 岡山県・香川県 | テレビせとうち | テレビ東京系列 | 2012年1月16日 20:00 - 21:54 | 同時ネット |
| 福岡県         | TVQ九州放送    | テレビ東京系列 | 2012年1月16日 20:00 - 21:54 | 同時ネット |
| 富山県         | 富山テレビ     | フジテレビ系列 | 2012年2月4日 14:55 - 16:50  | 19日遅れ   |
| 宮城県         | 東北放送       | TBS系列        | 2012年2月12日 14:00 - 16:00 | 27日遅れ   |
| 新潟県         | 新潟放送       | TBS系列        | 2012年2月12日 15:00 - 16:54 | 27日遅れ   |
| 静岡県         | 静岡放送       | TBS系列        | 2012年2月18日 14:00 - 15:55 | 33日遅れ   |
| 広島県         | 中国放送       | TBS系列        | 2012年2月26日 15:00 - 16:54 | 41日遅れ   |
| 和歌山県       | テレビ和歌山   | 独立局         | 2012年4月1日 19:00 - 20:54  | 76日遅れ   |
| 沖縄県         | 琉球放送       | TBS系列        | 2012年4月5日 14:55 - 16:53  | 80日遅れ   |
| 滋賀県         | びわ湖放送     | 独立局         | 2012年4月9日 19:00 - 20:55  | 84日遅れ   |
| 山形県         | テレビユー山形 | TBS系列        | 2012年4月21日 14:00 - 15:54 | 96日遅れ   |

### レギュラー版
| 対象対象地域   | 放送局         | 系列           | 放送開始日    | 放送日時                          | 遅れ       |
| -------------- | -------------- | -------------- | ------------- | --------------------------------- | ---------- |
| 関東広域圏     | テレビ東京     | テレビ東京系列 | 2012年4月16日 | 月曜日 21:00 - 21:54              | 制作局     |
| 北海道         | テレビ北海道   | テレビ東京系列 | 2012年4月16日 | 月曜日 21:00 - 21:54              | 同時ネット |
| 愛知県         | テレビ愛知     | テレビ東京系列 | 2012年4月16日 | 月曜日 21:00 - 21:54              | 同時ネット |
| 大阪府         | テレビ大阪     | テレビ東京系列 | 2012年4月16日 | 月曜日 21:00 - 21:54              | 同時ネット |
| 岡山県・香川県 | テレビせとうち | テレビ東京系列 | 2012年4月16日 | 月曜日 21:00 - 21:54              | 同時ネット |
| 福岡県         | TVQ九州放送    | テレビ東京系列 | 2012年4月16日 | 月曜日 21:00 - 21:54              | 同時ネット |
| 沖縄県         | 琉球朝日放送   | テレビ朝日系列 | 2012年5月5日  | 土曜日 12:00 - 12:55              | 遅れネット |
| 宮城県         | 東北放送       | TBS系列        | 2012年5月5日  | 土曜日 15:00 - 15:54              | 遅れネット |
| 広島県         | 中国放送       | TBS系列        | 2012年5月7日  | 月曜日 13:55 - 14:55              | 遅れネット |
| 熊本県         | テレビ熊本     | フジテレビ系列 | 2012年5月9日  | 木曜日 1:05 - 2:00 （水曜日深夜） | 遅れネット |
| 奈良県         | 奈良テレビ     | 独立局         | 2012年5月11日 | 月曜日 21:00 - 21:53              | 遅れネット |
| 山口県         | 山口朝日放送   | テレビ朝日系列 | 2012年5月12日 | 土曜日 14:00 - 14:55              | 遅れネット |
| 滋賀県         | びわ湖放送     | 独立局         | 2012年6月18日 | 月曜日 20:30 - 21:25              | 遅れネット |
| 新潟県         | 新潟放送       | TBS系列        | 2012年8月19日 | 水曜日 24:50 - 25:45              | 遅れネット |
| 和歌山県       | テレビ和歌山   | 独立局         | 2012年12月1日 | 土曜日 14:00 - 14:55              | 遅れネット |

## エンディングテーマ曲
完全犯罪ミステリー
- 石川マリー「The Reason」[6]

実録世界のミステリー
- 石川マリー「私を汚して」[7]